# Hassan Akesbi
Hassan Akesbi (en arabe : حسن أقصبي) est un footballeur marocain jouant au poste d’avant-centre, puis entraîneur, né le 1er mai 1935 à Tanger et mort le 9 novembre 2024. Il est le meilleur buteur marocain aux grands championnats européens et le meilleur buteur de l'histoire du club français Nîmes Olympique.

## Biographie
Cet avant-centre reste le onzième meilleur buteur de tous les temps en Championnat de France. Joueur de taille moyenne (1,73 m et 62 kg), il marque 173 buts en 293 matchs de Championnat de France. 
Il débute en 1949 au Sevillana Tanger, avant de jouer au FUS de Rabat de 1951 à 1955. Il est repéré par Kader Firoud et est alors recruté par le Nîmes Olympique.
Après une longue période au Nîmes Olympique (avec à ses côtés Henri Skiba puis son compatriote Bernard Rahis,), — avec le club il inscrit 119 buts en 204 matches —, Hassan Akesbi arrive au mythique Stade de Reims en 1962 avec pour lourde tâche de faire oublier Just Fontaine, jamais relevé d'une double fracture en 1961. Sacré deuxième buteur du championnat de France avec 23 buts en 1961-1962 et troisième buteur avec 24 buts en 1962-1963, il a rempli sa mission.
Reconverti en entraîneur, Hassan Akesbi ne connaît pas le même succès malgré plusieurs tentatives (FUS de Rabat, Hassania d'Agadir, Ittihad Zemmouris Khemisset, etc.). Son nom reste cependant légendaire dans les annales du football marocain.
En 2022, le magazine So Foot le classe dans le top 1000 des meilleurs joueurs du championnat de France, à la 58e place.

## Carrière de joueur

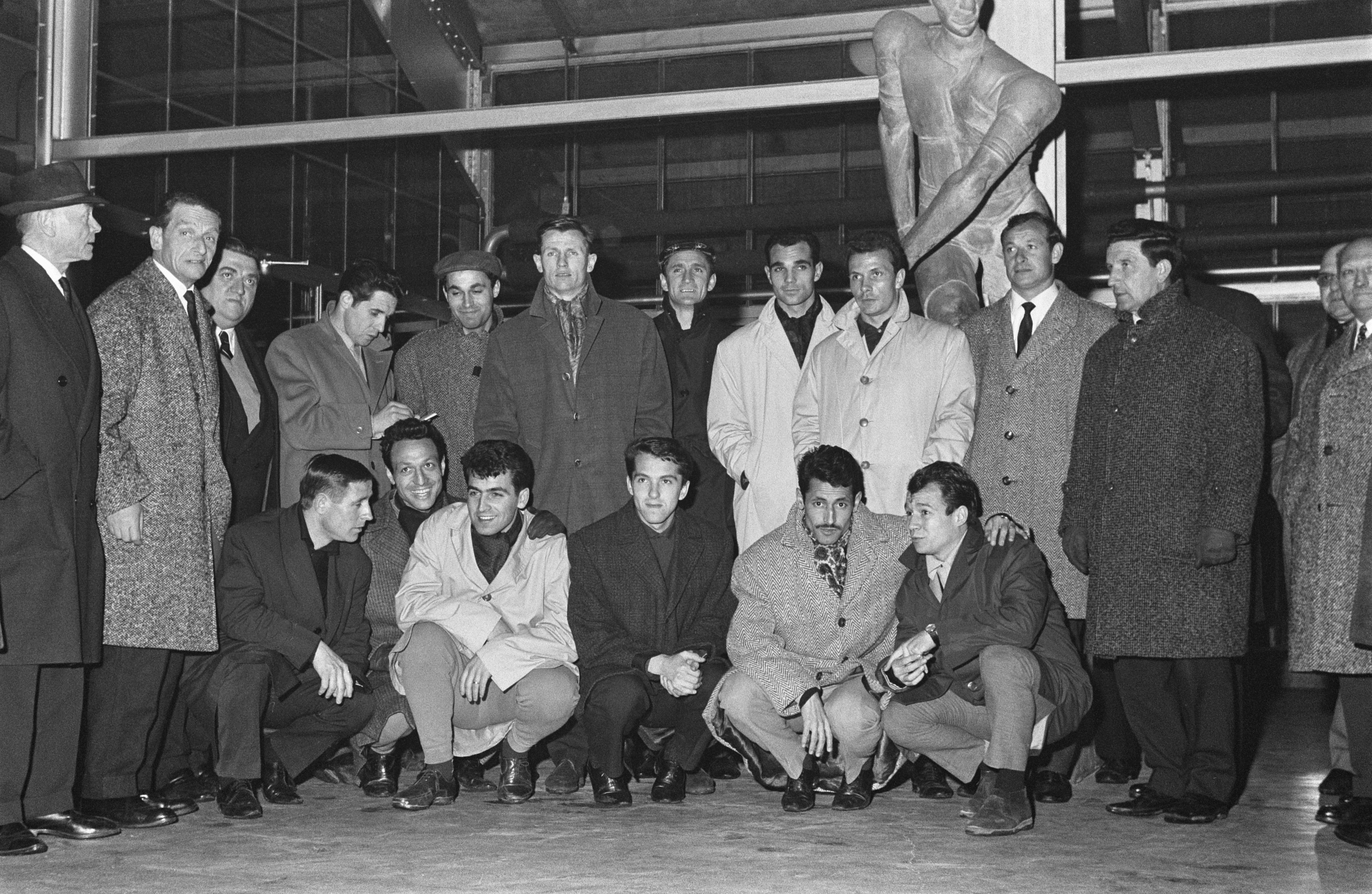
Groupe rémois en 1963, en déplacement à Rotterdam. Accroupis notamment : Raymond Kopa à gauche et Hassan Akesbi le deuxième à droite.

- 1951-1955 : FUS de Rabat  Maroc[2]
- 1955-1962 : Nîmes Olympique  France[2]
- 1962-1963 : Stade de Reims  France[2]
- 1963-1964 : AS Monaco  France[2]
- 1964-1965 : Stade de Reims  France[2]
- 1965-1970 : FUS de Rabat  Maroc[2]

## Statistiques
Le tableau ci-dessous résume les statistiques en match officiel d'Hassan Akesbi durant sa carrière de joueur professionnel. Concernant les coupes nationales en France, les chiffres incluent chaque année la Coupe de France à laquelle s'ajoute ponctuellement la Coupe Drago.
| Saison                | Club                  | Championnat           | Championnat | Championnat | Coupe(s) nationale(s) | Coupe(s) nationale(s) | Compétition(s) continentale(s) | Compétition(s) continentale(s) | Compétition(s) continentale(s) | Maroc | Maroc | Total | Total |
| Saison                | Club                  | Division              | M.          | B.          | M.                    | B.                    | Comp.                          | M.                             | B.                             | M.    | B.    | M.    | B.    |
| 1955-1956             | Nîmes Olympique       | Division 1            | 28          | 17          | 5                     | 2                     | -                              | -                              | -                              | -     | -     | 33    | 19    |
| 1956-1957             | Nîmes Olympique       | Division 1            | 33          | 20          | 7                     | 5                     | -                              | -                              | -                              | -     | -     | 40    | 25    |
| 1957-1958             | Nîmes Olympique       | Division 1            | 34          | 15          | 6                     | 5                     | -                              | -                              | -                              | -     | -     | 40    | 20    |
| 1958-1959             | Nîmes Olympique       | Division 1            | 37          | 24          | 6                     | 6                     | -                              | -                              | -                              | -     | -     | 43    | 30    |
| 1959-1960             | Nîmes Olympique       | Division 1            | 36          | 22          | 5                     | 2                     | -                              | -                              | -                              | -     | -     | 41    | 24    |
| 1960-1961             | Nîmes Olympique       | Division 1            | 36          | 21          | 6                     | 2                     | -                              | -                              | -                              | -     | -     | 42    | 23    |
| 1961-1962             | Stade de Reims        | Division 1            | 36          | 22          | 6                     | 5                     | -                              | -                              | -                              | 1     | 0     | 43    | 27    |
| 1962-1963             | Stade de Reims        | Division 1            | 30          | 24          | 5                     | 5                     | C1                             | 4                              | 2                              | -     | -     | 39    | 31    |
| 1963-1964             | Stade de Reims        | Division 1            | 12          | 2           | 0                     | 0                     | -                              | -                              | -                              | -     | -     | 12    | 2     |
| 1963-1964             | AS Monaco             | Division 1            | 11          | 6           | 4                     | 1                     | -                              | -                              | -                              | -     | -     | 15    | 7     |
| 1964-1965             | Stade de Reims        | Division 2            | 24          | 11          | 4                     | 2                     | -                              | -                              | -                              | -     | -     | 28    | 13    |
| Total sur la carrière | Total sur la carrière | Total sur la carrière | 317         | 184         | 54                    | 35                    | -                              | 4                              | 2                              | 1     | 0     | 376   | 221   |

| Matches internationaux de Hassan Akesbi | Matches internationaux de Hassan Akesbi | Matches internationaux de Hassan Akesbi     | Matches internationaux de Hassan Akesbi | Matches internationaux de Hassan Akesbi | Matches internationaux de Hassan Akesbi | Matches internationaux de Hassan Akesbi  | Matches internationaux de Hassan Akesbi |
| 0                                       | Date                                    | Lieu                                        | Adversaire                              | Score                                   | Résultats                               | Compétitions                             |                                         |
| --------------------------------------- | --------------------------------------- | ------------------------------------------- | --------------------------------------- | --------------------------------------- | --------------------------------------- | ---------------------------------------- | --------------------------------------- |
| 1                                       | 1er janvier 1960                        | Stade d'Honneur, Casablanca, Maroc          | Yougoslavie                             | —                                       | 0-5                                     | Match amical                             |                                         |
| X                                       | 12/10/1960                              | Espagne B - Maroc                           | Espagne                                 | 4 - 3                                   | Amical                                  | 1x                                       |                                         |
| 2                                       | 13 novembre 1960                        | Stade olympique d'El Menzah, Tunis, Tunisie | Tunisie                                 | 2-1                                     | 2-1                                     | Éliminatoires Coupe du monde 1962        |                                         |
| 3                                       | 11 décembre 1960                        | Stade d'Honneur, Casablanca, Maroc          | Allemagne de l'Est                      | 1-2                                     | 2-3                                     | Match amical                             |                                         |
| 3                                       | 11 décembre 1960                        | Stade d'Honneur, Casablanca, Maroc          | Allemagne de l'Est                      | 2-3                                     | 2-3                                     | Match amical                             |                                         |
| 4                                       | 12 novembre 1961                        | Stade d'Honneur, Casablanca, Maroc          | Espagne                                 | —                                       | 0-1                                     | Éliminatoires Coupe du monde 1962        |                                         |
| X                                       | 28/04/1963                              | Maroc v France "B"                          | Casablanca                              | 2 - 1                                   | Amical                                  | 1x                                       |                                         |
| 5                                       | 2 juillet 1963                          | Stade d'Honneur, Casablanca, Maroc          | Tunisie                                 | 4-1                                     | 4-2                                     | Qualifications à la Coupe d'Afrique 1963 |                                         |
| X                                       | 19/04/1966                              | Suisse B - Maroc                            | Suisse                                  | 6 - 4                                   | Amical                                  | 1x                                       |                                         |
| 6                                       | 24/11/1966                              | Algérie - Maroc                             | Alger                                   | 2 - 2                                   | Amical                                  | --                                       |                                         |
| 7                                       | 05/01/1969                              | Sénégal - Maroc                             | Dakar                                   | 2 - 1                                   | Elim. CM 1970                           | 1                                        |                                         |

## Palmarès
Nîmes Olympique
- Coupe Charles Drago
  - Vainqueur : 1956
- Coupe de France
  - Finaliste : 1958, 1961

 Stade de Reims
- Champion de France
  - Champion : 1962
- Coupe Mohamed V
  - Vainqueur : 1962

 FUS de Rabat
- Coupe du Trône
  - Vainqueur : 1967

### Distinctions personnelles
- Meilleur buteur Africain de l'histoire de Championnat de France de Division I : 173 buts en 293 matches.
- Meilleur buteur de l'histoire de Nîmes Olympique avec 140 buts.
- Douzième meilleur buteur de tous les temps en Championnat de France de Division I : 173 buts en 293 matches (119b, 204m) pour Nîmes Olympique; (48b, 78m)  pour le Stade de Reims; (6b, 11m) pour l'AS Monaco)